# ジンギスカン タルタルミックス
「ジンギスカン タルタルミックス」は、「ジンギスカン×Berryz工房」の名義で2008年9月17日にアップフロントワークスから発売されたコンピレーションCDである。

## 概要
同年3月12日、ジンギスカンが1979年に発売した楽曲「ジンギスカン」をBerryz工房がカバーし、シングル盤として発売（詳細はジンギスカンを参照）。同曲がオリコン最高5位を記録するなど想定以上にヒットしたため、オリジナルの「ジンギスカン」とのスプリット・シングルが企画された。オリジナル盤の発売元であるビクターエンタテインメントの了承が得られ、さらにリミックス用のマルチデータの貸し出しも成立したことにより、本盤が制作された。
タイトルチューン「ジンギスカン タルタルミックス」は、Berryz工房がカバーした「ジンギスカン」と、ジンギスカンの歌う元祖「ジンギスカン」のリミックス曲である。

## 収録曲
1. ジンギスカン タルタルミックス [4:02]
歌：ジンギスカン×Berryz工房
作詞：Bernd Meinunger　訳詞：山本伊織　作曲：Ralph Siegal　編曲：大久保薫
2. ジンギスカン [3:08]
歌：Berryz工房
作詞：Bernd Meinunger　訳詞：山本伊織　作曲：Ralph Siegal　編曲：ダンス☆マン
3. DSCHINGHIS KHAN [3:06]
歌：ジンギスカン
作詞：Bernd Meinunger　作曲：Ralph Siegal